# Liste der Kulturdenkmäler in Holzerath
In der Liste der Kulturdenkmäler in Holzerath sind alle Kulturdenkmäler der rheinland-pfälzischen Ortsgemeinde Holzerath aufgeführt. Grundlage ist die Denkmalliste des Landes Rheinland-Pfalz (Stand: 8. Februar 2023).

## Einzeldenkmäler
| Bezeichnung                         | Lage                                 | Baujahr | Beschreibung                                                                                  | Bild                           |
| ----------------------------------- | ------------------------------------ | ------- | --------------------------------------------------------------------------------------------- | ------------------------------ |
| Katholische Filialkirche St. Helena | Römerstraße 15 Lage                  | 1810    | nachbarocker Saalbau, bezeichnet 1810                                                         | weitere Bilder Fotos hochladen |
| Wegekreuz                           | westlich des Ortes an der L 146 Lage | 1850    | Schaftkreuz, bezeichnet 1850; Zustand 2018: zerstört, nur unterster Teil des Schafts erhalten | BW                             |